# 安達栄司
安達 栄司（あだち えいじ、1965年 - ）は、日本の法学者。専門は民事訴訟法。立教大学法学部教授。新潟県長岡市出身。

## 来歴
1983年、新潟県立長岡高等学校卒業、1987年、立命館大学法学部法学科卒業。1989年、早稲田大学大学院法学研究科修士課程修了、1995年、早稲田大学大学院法学研究科博士課程単位取得退学。在学中にドイツのケルンに留学した。1995年、静岡大学人文学部法学科助教授、2002年4月 成城大学法学部助教授、2004年、同教授。同年、弁護士登録（第二東京弁護士会）。2010年、立教大学大学院法務研究科教授。

## 著作
- 『国際民事訴訟法の展開』（成文堂、2000年）
- 『民事手続法の革新と国際化』（成文堂、2006年）
- 『最新EU民事訴訟法判例研究 1』（信山社、2013年、野村秀敏と共編）
- 遠藤功＝文字浩編『講説民事訴訟法』（分担執筆、不磨書房）
- 内田武吉編著『民事執行・保全法要説』（分担執筆、成文堂）
- 小林秀之他編『条解民事再生法』（分担執筆、弘文堂）